# Фиджийско-французские отношения
Фиджийско-французские отношения – двусторонние отношения между Фиджи и Францией. Франция имеет посольство в Суве, однако Фиджи не имеет дипломатического представительства во Франции. Отношения в настоящее время напряжены из-за осуждения Францией государственного переворота на Фиджи в декабре 2006 года.
Ранее отношения в основном были сосредоточены на военном сотрудничестве (Франция помогала Фиджи в наблюдении за морской зоной) и помощи в целях развития. Французская военная помощь была приостановлена после государственного переворота.

## История
В 1983 году Фиджи и Франция подписали договор, устанавливающий морскую границу между Фиджи и Новой Каледонией и морскую границу между Фиджи и Уоллисом и Футуной.
В 2000 году французское правительство осудило фиджийский государственный переворот 2000 года.

## Французская помощь
В 2004 году Франция была первым иностранным государством, предложившим помощь Фиджи. Военно-морские самолеты, отправленные с близлежащих островов Новой Каледонии, участвовали в поисках нескольких рыбаков, потерянных в море. Французская помощь Фиджи также включала предоставление оборудования для бедных и изолированных районов.
Франция пропагандирует французские культуру и язык, поощряя преподавание французского языка в школах и в Южнотихоокеанском университете.